# 小野直広
小野 直広（おの なおひろ、1931年10月20日 - 2001年10月4日）は、日本の心理学者。
北海道上磯郡知内町出身。東北大学文学部卒。元法務省職員。東北福祉大学教授（福祉心理学科長；臨床心理・人格心理担当）。旭日章勲四等受勲。※死後追贈
日本でまだ広まっていなかった心理療法である短期療法を研究し、広めていった第一人者。なお、小野が作った地域の短期療法を学ぶ会は、日本ブリーフセラピー協会が下部組織として引き継ぐ形で発展している。
大学での教授、研究、各教育機関などでの講演活動の傍ら、週末に来る孫達の世話も惜しむことなくしたという。
甥に元西武ライオンズ投手の石井貴がいる。

## 経歴
- 1954年3月 東北大学文学部哲学科（心理学専攻）卒業
- 1954年4月 法務省に心理職として採用。矯正施設（少年院・少年鑑別所・矯正研修所など）に勤務
- 1976年 日本犯罪心理学会理事（～1997年）
- 1978年5月 東北大学文学部助教授・東北大学学生相談所専任相談員
- 1984年 日本家族心理学会理事（～2001年10月4日）
- 1986年 福島県「のびゆく福島っ子」家庭教育充実事業･企画推進委員（～1996年）
- 1986年4月 福島大学教育学部教授（発達心理学講座）
- 1990年 福島県登校拒否問題対策協議会・専門委員（～1993年）、福島県児童家庭専門委員（福島県中央児童相談所）（～1997年）
- 1992年4月 福島大学教育学部（現在の人文文化学群）付属教育実践センター長
- 1996年3月 福島大学退職
- 1996年4月 奥羽大学教授文学部（教職課程・学生相談）
- 1998年3月 奥羽大学退職
- 1998年4月 東北福祉大学教授
- 2001年10月4日 逝去

## 最晩年
2001年9月に体調を崩し、宮城県仙台市太白区の宮城社会保険病院に入院。入院後しばらくは死に至るような意識不明の重体には陥らなかったが、9月下旬に容体が急激に悪化。主治医で同院に勤務していた長女の夫の紹介により宮城県仙台市宮城野区鶴ヶ谷の仙台オープン病院に転院、集中治療室に入り、治療を試みるも転院後約2週間後の10月4日に死去。死因不明。死体解剖は遺族が望まなかったため行われなかった。そのため、死亡診断書には溶血と書かれている。2001年10月6日に通夜、7日に告別式（仙台葬祭会館『斎苑』）が行われた。

## 著書・訳書
- 短期療法解決の鍵（スティーヴ・ド・シェーザー著、小野直広訳）（誠信書房）  ISBN 441440259X
- 生徒指導 新 教育心理学体系（中央法規出版）ISBN 4805810947
- こころの相談―カウンセリングを超える新技法（日総研出版）ISBN 4890141928
- 107錠のこころの即効薬―看護・教育現場での悩みごとに即座に対応短期療法の実践事例集（日総研出版）ISBN 4890143246